# Юнсю
Юнсю́ (кит. упр. 永修, пиньинь Yǒngxiū) — уезд городского округа Цзюцзян провинции Цзянси (КНР).

## История
Во времена империи Хань в 154 году до н. э. был создан уезд Хайхунь (海昏县). В эпоху Южных и Северных династий он был в 425 году переименован в Цзяньчан (建昌县). Во времена монгольской империи Юань он был в 1295 году поднят в статусе до области, но после свержения власти монголов и создания империи Мин Цзяньчанская область вновь стала уездом. В 1914 году, чтобы избежать дублирования названий с Цзяньчанским регионом провинции Сычуань, уезд Цзяньчан был переименован в Юнсю.
6 сентября 1949 года был образован Специальный район Цзюцзян (九江专区), и уезд вошёл в его состав. В 1970 году Специальный район Цзюцзян был переименован в Округ Цзюцзян (九江地区). 27 июля 1983 года город Цзюцзян и округ Цзюцзян были объединены в городской округ Цзюцзян.

## Административное деление
Уезд делится на 11 посёлков и 4 волости.

## Экономика
Основу экономики составляют сельское хозяйство (особенно выращивание зерна), пищевая промышленность и сельский туризм.